# Arnaldo Coelho
Arnaldo David Cézar Coelho (født 15. januar 1943), er en tidligere fodbolddommer fra Brasilien. Han blev den første brasilianer (og ikke-europæer) til at dømme en finale i VM i fodbold da han dømte finalen i Spanien i 1982 mellem Italien og Vest-Tyskland.
Coelhos karriere som fodbolddommer begyndte som dommer i standfodbold. Han blev professionel dommer i 1965, og det siges at han er en af verdens bedst betalte dommere. I 1968 blev han udnævnt som FIFA-dommer og dømte i blandt andet to VM-turneringer.